# Victor Collin de Plancy
Victor Émile Marie Joseph Collin de Plancy, né à Plancy le 22 novembre 1853, et mort dans le 15ème arrondissement de Paris le 25 octobre 1922, est un diplomate français et collectionneur d'art. Premier représentant officiel de la France en Corée, il contribua à faire connaître les créations artistiques de ce pays en France par des dons aux musées français, notamment le Musée Guimet. Une partie importante de sa riche collection personnelle d'ouvrages coréens est conservée à la Bibliothèque nationale de France.

## Naissance et formation
Collin de Plancy est le fils de Jacques Auguste Simon Collin de Plancy, auteur et éditeur. Ce dernier avait ajouté le terme « de Plancy » à son nom de famille, sans pour autant être d'ascendance noble. L'usage de ce nom fut contesté plus tard par la famille de Plancy, conduisant à un procès. Après des études à l'école de l'Immaculée conception à Paris, Victor Collin de Plancy entreprend une licence de droit, ainsi que des études de chinois à l'École des langues orientales (cours de chinois du comte Kleczkowski) dont il sort diplômé en 1877. Dans les années 1877 et 1878, parallèlement à ses activités professionnelles, Collin publie plusieurs articles relatifs aux reptiles et aux batraciens. Il est également membre d'un certain nombre de sociétés savantes.

## Carrière diplomatique
Collin de Plancy est nommé élève-interprète à Pékin, en 1877. Licencié en droit, il est désireux d'obtenir des responsabilités supplémentaires en tant que diplomate, ce qu'il obtient en 1883 en étant nommé consul de 2e classe à Shanghai. Il sert dans cette ville durant la guerre franco-chinoise et se distingue par ses services rendus à la flotte française, frappée par le choléra, stationnée dans le port de Shanghai.
En 1887, Collin est envoyé en Corée afin de procéder à la ratification du Traité d'amitié unissant la France et la Corée. Après un bref séjour, il y retourne en tant que consul et commissaire de la République française à Séoul. Il y reste jusqu'en 1890 avant d'être nommé à Tokyô au Japon, puis à Tanger. Désireux de regagner la Corée, il obtient gain de cause en 1895. Hormis de brefs séjours en France, notamment en 1899-1900, il reste dans ce pays jusqu'en janvier 1906, au début de la mise en place d'un protectorat japonais sur le pays, qui conduira à l'annexion de la Corée par le Japon en 1910. Après un bref séjour à Bangkok, il prend sa retraite en 1907.
Collin de Plancy a à cœur de défendre les intérêts français en Corée, dans un contexte diplomatique difficile. Le petit pays vient de s'ouvrir à l'extérieur et fait l'objet de luttes d'influences entre la Chine, le Japon et la Russie, luttes qui conduisent à deux conflits : la guerre sino-japonaise de 1894-1895 et la guerre russo-japonaise de 1904-1905 qui conduit à la mise sous protectorat de la Corée. Dans ce contexte difficile, Collin de Plancy œuvre pour la protection des missionnaires catholiques français en Corée, et intervient pour la nomination de conseillers français auprès du roi.

### Protection des missionnaires
Les missionnaires catholiques devaient affronter l'hostilité du pouvoir face au catholicisme qui avait entraîné à plusieurs reprises en 1839, 1846 et 1866 des persécutions violentes contre les chrétiens. Le traité d'amitié signé en 1877 permettait aux missionnaires de pratiquer leur religion mais dans des limites très étroites. Par ses talents de négociateur, Collin de Plancy obtint que le statut des missionnaires soit reconnu, leurs activités facilitées et une cathédrale catholique fut même édifiée à Séoul entre 1892 et 1898, la cathédrale de Myeong-Dong.

### Conseillers techniques français
L'autre mission de Collin consiste à mettre en avant la candidature de conseillers techniques français dans les projets de modernisation du pays menés par le roi de Corée. Un architecte français, Auguste Joseph Salabelle, est ainsi embauché par le roi entre 1888 et 1889 pour édifier un palais dans le style occidental, qui ne verra pas le jour, faute de moyens financiers. Un ingénieur français, M. Grille, représentant de la Compagnie Fives-Lille, proposa quant à lui un projet de lignes ferroviaires reliant le sud de la Corée à la frontière russe. Ce projet fut repris plus tard par deux autres français, Jacques de Lapeyrière et Émile Bourdaret mais ne vit là encore jamais le jour. La modernisation des postes fut également confiée à un Français, avec plus de succès, sous la direction de Étienne Clémencet. Sous l'influence de ce dernier, la Corée put rejoindre en 1900 l'union postale universelle. Une mission de modernisation juridique fut également confiée à Laurent Crémazy, ancien président de la cour de Saïgon. Il entreprit notamment la traduction du code pénal coréen, assorti de traduction. D'autres conseillers techniques furent employés, avec plus ou moins de succès, dans le domaine des mines ou de l'armement. Rémion, un ancien employé de la manufacture de Sèvres fut employé à Séoul pour établir une fabrique de porcelaines sur le modèle de Sèvres, mais ses efforts furent limités par les difficultés financières du régime coréen.
Collin de Plancy s'illustra également dans l'enseignement du français en mettant en place une école de langue confiée au professeur M. Martel et qui connut un grand succès, puisqu'elle compta jusqu'à une centaine d'élèves.

## Collections d'arts

### Soutien pour la connaissance de la Corée
Victor Collin de Plancy contribua de façon importante à faire connaître l'art de la Corée en France, en apportant son soutien à des compatriotes intéressés par le pays, via des dons à différents musées, et en encourageant la Corée à participer à l'exposition universelle de 1900 à Paris. Collin de Plancy apporta son aide à des voyageurs français désireux de connaître la Corée. C'est notamment le cas de Charles Varat (1842/43-1893) qui entreprit un voyage en Corée en 1889 afin de rassembler des collections ethnographiques destinées au musée du Trocadéro. Dans le récit que ce dernier a consacré à son voyage, il rend hommage à Collin de Plancy. Les collections rassemblées par Charles Varat sont aujourd'hui en partie conservées au Musée Guimet.
Collin de Plancy participa également aux recherches entreprises par Maurice Courant (1865-1935) sur les ouvrages publiés en Corée. Ce dernier fut interprète à l'ambassade de France à Séoul entre 1890 et 1891. Voyant les difficultés du jeune homme à s'adapter à sa situation en Corée, Collin de Plancy, alors son supérieur, l'encourage à étudier la littérature coréenne. Maurice Courant se passionne alors pour le sujet, et publie entre 1894 et 1901 une remarquable Bibliographie Coréenne qui fait encore aujourd'hui référence.

### Collections personnelles
Collin de Plancy participe également directement à la constitution de collections coréennes en France par l'envoi d'objets aux musées français. Il fait ainsi parvenir des céramiques, des peintures, des meubles au musée Guimet entre 1889 et 1894, ainsi que des céramiques (céladons, porcelaines) au musée de Sèvres.
Il constitue une collection personnelle d'objets coréens, en particulier des livres et ouvrages manuscrits et imprimés. Cette collection est dispersée lors d'une vente publique à Drouot en 1911. Une partie des ouvrages est acquis alors par Henri Vever (1854-1943). Les héritiers de ce dernier font don des livres à la Bibliothèque Nationale. Parmi ces ouvrages acquis par Collin en Corée figure le second volume du Jikji, Anthologie des enseignements zen des grands prêtres bouddhistes imprimé en 1377, ce qui en fait le plus ancien ouvrage imprimé en typographie métallique mobile conservé. Le reste des collections personnelles de Collin de Plancy est légué au musée des beaux-arts Saint-Loup de Troyes et ses archives personnelles ainsi que sa bibliothèque ont été léguées à la médiathèque de l'agglomération troyenne.

### Pavillon coréen à l'Exposition universelle de 1900
En 1900, la Corée participe à l'exposition universelle de 1900 en présentant un pavillon à Paris, à proximité du Trocadéro ; Charles Alévêque y participe comme représentant du gouvernement coréen. Collin de Plancy participe à la préparation de cet événement en encourageant le gouvernement coréen et en trouvant les partenariats nécessaires. Il prête également des objets pour compléter l'installation, en particulier des céramiques et des livres imprimés. Après la fermeture de l'exposition, les objets présentés sont dispersés entre plusieurs musées dont le Musée National des Arts et Métiers et le Musée de la Musique.

## Vie privée
Victor Collin de Plancy ne s'est jamais marié. Un de ses contemporains, Hippolyte Frandin, qui fut consul de France en Corée à la suite de Collin de Plancy entre 1890 et 1896, lui prête cependant une liaison avec une jeune femme coréenne dans le récit qu'il fait de son séjour coréen. Cette allégation, bien que non attestée par les archives, est relayée par d'autres auteurs et fait l'objet d'adaptations romancées en Corée. L'ouvrage Li Chin de Kyung-sook Shin, écrivaine sud-coréenne, imagine ainsi l'histoire de la jeune Coréenne, maîtresse de Collin de Plancy.

## Distinctions

### Distinctions françaises
- Chevalier de la Légion d'honneur en 1891[23]
- Officier de la Légion d'honneur 1906[23]
- Officier de l'ordre des Palmes académiques[5]

### Distinctions étrangères
- ou  Grand officier ou commandeur de l'ordre du Soleil Levant, Japon, 1890[24]
- Grand Cordon de l'ordre de Taegeuk, Corée, 1902[24]
- Grand-Croix de l'Ordre de la fleur de Prunier, Corée, 1906[24]
- Ordre de Saint-Stanislas, Russie[24]
- Commandeur de l'Ordre royal du Cambodge, 1885[24],[5]
- Chevalier de l'Ordre d'Isabelle la Catholique, pour son attitude humaniste lors d'une grave épidémie en Chine[24].

### Ouvrages
- Recherches archéologiques et historiques sur Pékin, traduction de l'ouvrage du docteur E. Bretschneider, École des Langues Orientales, Paris, 1879.
- Catalogue des reptiles et batraciens du département de l'Aube et étude sur la distribution géographique des reptiles et batraciens de l’Est de la France, Bulletin de la Société des sciences historiques et naturelles de Semur, 1877.
- L’accouplement et la ponte chez les lézards de France, Bulletin de la Société zoologique de France, Paris, 1877.
- Note sur les insectes diptères parasites des batraciens, Imp. Lucan, Paris 1877.

### Ouvrages généraux
- Roman d'un voyageur. Victor Collin de Plancy - L'histoire des collections coréennes en France, Nouvelles Éditions Loubatières, 2015. Catalogue de l'exposition Corée Mania: Roman d'un voyageur, à Sèvres-Cité de la Céramique du 21 janvier au 21 juillet 2015
- Maurice Courant, Une amitié pour la Corée : « Cher Monsieur Collin de Plancy », Collège de France, Institut d’études coréennes, collection « Kalp’i – Études coréennes », 2017.
- France-Corée 1886-1905, Souvenirs de Séoul, Korea University Museum, Séoul, 2006. Catalogue sous la direction d'Élisabeth Chabanol.
- Pierre Cambon, L'art coréen au musée Guimet. Série Trésors du musée Guimet, Éditions de la Réunion des Musées Nationaux, Paris, 2001.
- Rémi Tessier du Cros, Victor Collin de Plancy à Séoul 1888-1906, dans Culture coréenne, no 52, 1994, p. 16-22.

### Récits et romans
- Hippolyte Frandin et Claire Vautier, En Corée, Paris, 1904
- Shin Kyung-Sook, Li Chin, Éditions Philippe Picquier, 2006

### Exposition
- Exposition Corée Mania : Roman d'un voyageur. Sèvres - Cité de la Céramique, du 20 janvier au 20 juillet 2015